# Nebelhorn Trophy de 2009
Nebelhorn Trophy de 2009 foi a quadragésima primeira edição do Nebelhorn Trophy, um evento anual de patinação artística no gelo organizado pela União Alemã de Patinação no Gelo (em alemão:  Deutsche Eislauf-Union), sendo uma das competições do nível sênior da temporada 2009–2010, e serviu de competição classificatória para os Jogos Olímpicos de Inverno de 2010. A competição foi disputada entre os dias 23 de setembro e 26 de setembro, na cidade de Oberstdorf, Alemanha.

## Eventos
- Individual masculino
- Individual feminino
- Duplas
- Dança no gelo

## Medalhistas
| Evento                        | Ouro                                         | Prata                                            | Bronze                                            |
| Individual masculino detalhes | Stéphane Lambiel · Suíça                     | Ivan Tretiakov · Rússia                          | Michal Březina · República Tcheca                 |
| Individual feminino detalhes  | Alissa Czisny · Estados Unidos               | Kiira Korpi · Finlândia                          | Liu Yan · China                                   |
| Duplas detalhes               | Aliona Savchenko · Robin Szolkowy · Alemanha | Tatiana Volosozhar · Stanislav Morozov · Ucrânia | Anabelle Langlois · Cody Hay · Canadá             |
| Dança no gelo detalhes        | Meryl Davis · Charlie White · Estados Unidos | Alexandra Zaretski · Roman Zaretski · Israel     | Katherine Copely · Deividas Stagniūnas · Lituânia |

## Resultados
Legenda
| † | Classificou o país para os Jogos Olímpicos                                              |
| ¶ | O país conquistou a vaga para os Jogos Olímpicos através do Campeonato Mundial de 2009. |

### Individual masculino
| Pos.              | Nome                 | Nacionalidade        | Pontos | PC         | PL          |
| ----------------- | -------------------- | -------------------- | ------ | ---------- | ----------- |
| Medalha de ouro   | Stéphane Lambiel     | Suíça†               | 232.36 | 77.45 (1)  | 154.91 (1)  |
| Medalha de prata  | Ivan Tretiakov       | Rússia¶              | 206.23 | 67.05 (5)  | 139.18 (2)  |
| Medalha de bronze | Michal Březina       | República Tcheca¶    | 205.34 | 73.23 (2)  | 132.11 (3)  |
| 4                 | Ryan Bradley         | Estados Unidos¶      | 195.68 | 68.18 (3)  | 127.50 (6)  |
| 5                 | Viktor Pfeifer       | Áustria†             | 194.66 | 65.32 (6)  | 129.34 (5)  |
| 6                 | Yannick Ponsero      | França¶              | 187.56 | 55.50 (13) | 132.06 (4)  |
| 7                 | Akio Sasaki          | Japão¶               | 179.16 | 64.30 (7)  | 114.86 (9)  |
| 8                 | Stefan Lindemann     | Alemanha†            | 178.88 | 63.95 (8)  | 114.93 (8)  |
| 9                 | Joey Russell         | Canadá¶              | 174.91 | 67.80 (4)  | 107.11 (13) |
| 10                | Maciej Cieplucha     | Polônia¶             | 173.42 | 56.35 (12) | 117.07 (7)  |
| 11                | Ri Song Chol         | Coreia do Norte†     | 172.14 | 60.41 (9)  | 111.73 (10) |
| 12                | Anton Kovalevski     | Ucrânia¶             | 168.13 | 57.23 (11) | 110.90 (11) |
| 13                | Zoltán Kelemen       | Romênia†             | 164.72 | 54.49 (15) | 110.23 (12) |
| 14                | Ari-Pekka Nurmenkari | Finlândia†           | 164.67 | 57.68 (10) | 106.99 (14) |
| 15                | Alexandr Kazakov     | Bielorrússia         | 159.45 | 55.38 (14) | 104.07 (17) |
| 16                | Viktor Romanenkov    | Estônia              | 154.61 | 51.00 (19) | 103.61 (18) |
| 17                | Matthew Parr         | Reino Unido          | 154.52 | 49.16 (21) | 105.36 (15) |
| 18                | Gregor Urbas         | Eslovênia¶           | 151.38 | 46.59 (23) | 104.79 (16) |
| 19                | Wu Jialiang          | China                | 151.35 | 51.23 (18) | 100.12 (19) |
| 20                | Kim Min-seok         | Coreia do Sul        | 147.23 | 54.19 (17) | 93.04 (22)  |
| 21                | Peter Reitmayer      | Eslováquia           | 144.51 | 54.45 (16) | 90.06 (23)  |
| 22                | Tigran Vardanjan     | Hungria              | 139.94 | 46.49 (24) | 93.45 (21)  |
| 23                | Kevin Alves          | Brasil               | 138.16 | 50.82 (20) | 87.34 (24)  |
| 24                | Stephen Li-Chung Kuo | Taipé Chinesa        | 137.01 | 43.00 (27) | 94.01 (20)  |
| 25                | Maxim Shipov         | Israel               | 131.37 | 45.89 (25) | 85.48 (25)  |
| 26                | Boris Martinec       | Croácia              | 124.14 | 46.63 (22) | 77.51 (27)  |
| 27                | Kutay Eryoldas       | Turquia              | 117.60 | 45.32 (26) | 72.28 (29)  |
| 28                | Damjan Ostojič       | Bósnia e Herzegovina | 111.97 | 32.70 (32) | 79.27 (26)  |
| 29                | Justin Pietersen     | África do Sul        | 109.71 | 36.81 (29) | 72.90 (28)  |
| 30                | Luis Hernández       | México               | 105.70 | 37.64 (28) | 68.06 (31)  |
| 31                | Robert McNamara      | Austrália            | 104.79 | 34.96 (31) | 69.83 (30)  |
| 32                | Pierre Balian        | Armênia              | 86.42  | 35.68 (30) | 50.74 (32)  |
| WD                | Fedor Andreev        | Azerbaijão           | —      | — (WD)     |             |

### Individual feminino
| Pos.              | Nome                    | Nacionalidade    | Pontos | PC         | PL         |
| ----------------- | ----------------------- | ---------------- | ------ | ---------- | ---------- |
| Medalha de ouro   | Alissa Czisny           | Estados Unidos¶  | 151.40 | 60.38 (1)  | 91.02 (6)  |
| Medalha de prata  | Kiira Korpi             | Finlândia¶       | 150.01 | 58.34 (2)  | 91.67 (4)  |
| Medalha de bronze | Liu Yan                 | China†           | 147.87 | 48.18 (5)  | 99.69 (1)  |
| 4                 | Júlia Sebestyén         | Hungria†         | 146.76 | 53.68 (3)  | 93.08 (2)  |
| 5                 | Teodora Poštič          | Eslovênia†       | 139.97 | 47.82 (6)  | 92.15 (3)  |
| 6                 | Miriam Ziegler          | Áustria†         | 132.38 | 52.54 (4)  | 79.84 (11) |
| 7                 | Sarah Hecken            | Alemanha¶        | 130.73 | 47.58 (7)  | 83.15 (8)  |
| 8                 | Sonia Lafuente          | Espanha†         | 130.30 | 39.10 (16) | 91.20 (5)  |
| 9                 | Elena Glebova           | Estônia¶         | 129.33 | 46.02 (9)  | 83.31 (7)  |
| 10                | Katharina Häcker        | Alemanha¶        | 126.24 | 47.10 (8)  | 79.14 (12) |
| 11                | Isabelle Pieman         | Bélgica†         | 123.74 | 43.36 (12) | 80.38 (9)  |
| 12                | Tamar Katz              | Israel†          | 121.40 | 45.24 (10) | 76.16 (14) |
| 13                | Nella Simaová           | República Tcheca | 119.60 | 41.60 (15) | 78.00 (13) |
| 14                | Anastasia Gimazetdinova | Uzbequistão      | 117.93 | 38.08 (18) | 79.85 (10) |
| 15                | Cheltzie Lee            | Austrália        | 113.14 | 42.34 (13) | 70.80 (16) |
| 16                | Gwendoline Didier       | França           | 112.07 | 43.54 (11) | 68.53 (21) |
| 17                | Chaochih Liu            | Taipé Chinesa    | 111.04 | 41.72 (14) | 69.32 (20) |
| 18                | Joshi Helgesson         | Suécia           | 109.17 | 34.72 (25) | 74.45 (15) |
| 19                | Manouk Gijsman          | Países Baixos    | 108.04 | 37.28 (20) | 70.76 (17) |
| 20                | Karina Johnson          | Dinamarca        | 106.81 | 37.32 (19) | 69.49 (19) |
| 21                | Eleonora Vinnichenko    | Ucrânia          | 102.75 | 32.32 (26) | 70.43 (18) |
| 22                | Ana Cecilia Cantu       | México           | 102.63 | 35.84 (22) | 66.79 (22) |
| 23                | Choi Ji-eun             | Coreia do Sul¶   | 101.22 | 39.08 (17) | 62.14 (24) |
| 24                | Fleur Maxwell           | Luxemburgo       | 99.79  | 35.20 (23) | 64.59 (23) |
| 25                | Megan Williams Stewart  | Porto Rico       | 98.73  | 37.20 (21) | 61.53 (25) |
| 26                | Lejeanne Marais         | África do Sul    | 96.12  | 34.86 (24) | 61.26 (26) |
| 27                | Mericien Venzon         | Filipinas        | 88.78  | 31.66 (27) | 57.12 (28) |
| 28                | Alexandra Rout          | Nova Zelândia    | 87.18  | 29.32 (30) | 57.86 (27) |
| 29                | Laura Kean              | Reino Unido¶     | 84.16  | 30.64 (28) | 53.52 (29) |
| 30                | Marina Seeh             | Sérvia           | 82.05  | 30.16 (29) | 51.89 (30) |
| 31                | Emma Hagieva            | Azerbaijão       | 79.53  | 28.98 (31) | 50.55 (31) |
| 32                | Clara Peters            | Irlanda          | 69.29  | 28.04 (32) | 41.25 (33) |
| 33                | Alessia Baldo           | Brasil           | 64.85  | 21.44 (33) | 43.41 (32) |
| WD                | Ariana Tarrado Ribes    | Andorra          | —      | — (WD)     |            |
| WD                | Ani Vardanyan           | Armênia          | —      | — (WD)     |            |

### Duplas
| Pos.              | Nome                                          | Nacionalidade   | Pontos | PC         | PL         |
| ----------------- | --------------------------------------------- | --------------- | ------ | ---------- | ---------- |
| Medalha de ouro   | Aliona Savchenko / Robin Szolkowy             | Alemanha¶       | 185.99 | 72.80 (1)  | 113.19 (1) |
| Medalha de prata  | Tatiana Volosozhar / Stanislav Morozov        | Ucrânia¶        | 165.75 | 59.46 (2)  | 106.29 (2) |
| Medalha de bronze | Anabelle Langlois / Cody Hay                  | Canadá¶         | 155.61 | 57.48 (3)  | 98.13 (5)  |
| 4                 | Brooke Castile / Benjamin Okolski             | Estados Unidos¶ | 151.95 | 51.70 (4)  | 100.25 (3) |
| 5                 | Anaïs Morand / Antoine Dorsaz                 | Suíça†          | 151.49 | 51.32 (5)  | 100.17 (4) |
| 6                 | Vanessa James / Yannick Bonheur               | França¶         | 145.50 | 47.74 (8)  | 97.76 (6)  |
| 7                 | Maylin Hausch / Daniel Wende                  | Alemanha¶       | 141.96 | 49.30 (6)  | 92.66 (8)  |
| 8                 | Stacey Kemp / David King                      | Reino Unido¶    | 139.02 | 45.04 (11) | 93.98 (7)  |
| 9                 | Maria Sergejeva / Ilja Glebov                 | Estônia†        | 134.56 | 47.10 (9)  | 87.46 (10) |
| 10                | Joanna Sulej / Mateusz Chruściński            | Polônia†        | 131.29 | 40.84 (12) | 90.45 (9)  |
| 11                | Marika Zanforlin / Federico Degli Esposti     | Itália†         | 120.46 | 46.46 (10) | 74.00 (13) |
| 12                | Sung Mi Hyang / Jong Yong Hyok                | Coreia do Norte | 119.01 | 39.18 (13) | 79.83 (11) |
| 13                | Amanda Sunyoto-Yang / Darryll Sulindro-Yang   | Taipé Chinesa   | 113.66 | 38.18 (14) | 75.48 (12) |
| 14                | Jessica Crenshaw / Chad Tsagris               | Grécia          | 108.98 | 35.78 (16) | 73.20 (14) |
| 15                | Gabriela Čermanová / Martin Hanulák           | Eslováquia      | 105.35 | 36.88 (15) | 68.47 (15) |
| 16                | Nicole Gurny / Martin Liebers                 | Alemanha¶       | 102.05 | 35.52 (17) | 66.53 (16) |
| 17                | Marina Aganina / Dmitri Zobnin                | Uzbequistão     | 95.88  | 33.92 (18) | 61.96 (17) |
| WD                | Ksenia Krasilnikova / Konstantin Bezmaternikh | Rússia          | 48.44  | 48.44 (7)  | — (WD)     |

### Dança no gelo
| Pos.              | Nome                                   | Nacionalidade     | Pontos | DC         | DO         | DL         |
| ----------------- | -------------------------------------- | ----------------- | ------ | ---------- | ---------- | ---------- |
| Medalha de ouro   | Meryl Davis / Charlie White            | Estados Unidos¶   | 200.46 | 37.62 (1)  | 62.08 (1)  | 100.76 (1) |
| Medalha de prata  | Alexandra Zaretski / Roman Zaretski    | Israel¶           | 169.59 | 32.34 (2)  | 52.71 (2)  | 84.54 (2)  |
| Medalha de bronze | Katherine Copely / Deividas Stagniūnas | Lituânia¶         | 162.02 | 31.23 (4)  | 48.09 (3)  | 82.70 (3)  |
| 4                 | Ekaterina Riazanova / Ilia Tkachenko   | Rússia¶           | 158.88 | 31.64 (3)  | 47.91 (4)  | 79.33 (4)  |
| 5                 | Huang Xintong / Zheng Xun              | China†            | 149.85 | 30.16 (6)  | 43.67 (8)  | 76.02 (5)  |
| 6                 | Lucie Myslivečková / Matěj Novák       | República Tcheca† | 148.47 | 28.85 (8)  | 45.64 (5)  | 73.98 (7)  |
| 7                 | Nóra Hoffmann / Maxim Zavozin          | Hungria†          | 148.43 | 31.20 (5)  | 42.84 (10) | 74.39 (6)  |
| 8                 | Christina Chitwood / Mark Hanretty     | Reino Unido¶      | 146.22 | 29.02 (7)  | 45.06 (6)  | 72.14 (9)  |
| 9                 | Caitlin Mallory / Kristian Rand        | Estônia†          | 143.49 | 27.46 (9)  | 42.34 (11) | 73.69 (8)  |
| 10                | Isabella Pajardi / Stefano Caruso      | Itália¶           | 140.29 | 25.53 (11) | 43.52 (9)  | 71.24 (10) |
| 11                | Carolina Hermann / Daniel Hermann      | Alemanha¶         | 136.06 | 26.13 (10) | 44.73 (7)  | 65.20 (12) |
| 12                | Allison Lynn Reed / Otar Japaridze     | Geórgia†          | 130.76 | 23.12 (14) | 41.87 (12) | 65.77 (11) |
| 13                | Kira Geil / Dmitri Matsjuk             | Áustria           | 130.03 | 25.42 (12) | 41.06 (13) | 63.55 (14) |
| 14                | Tanja Kolbe / Sascha Rabe              | Alemanha¶         | 128.94 | 24.00 (13) | 40.27 (14) | 64.67 (13) |
| 15                | Nikki Georgiadis / Graham Hockley      | Grécia            | 113.01 | 19.16 (15) | 36.03 (15) | 57.82 (15) |
| 16                | Henna Lindholm / Ossi Kanervo          | Finlândia         | 96.56  | 19.04 (16) | 24.95 (16) | 52.57 (16) |
| WD                | Danielle Obrien / Gregory Merriman     | Austrália         | —      | — (WD)     |            |            |

## Quadro de medalhas
| Ordem | País             | Medalha de ouro | Medalha de prata | Medalha de bronze |    | Ordem por total |
| ----- | ---------------- | --------------- | ---------------- | ----------------- | -- | --------------- |
| 1     | Estados Unidos   | 2               |                  |                   | 2  | 1               |
| 2     | Alemanha         | 1               |                  |                   | 1  | 2               |
| 2     | Suíça            | 1               |                  |                   | 1  | 2               |
| 4     | Finlândia        |                 | 1                |                   | 1  | 2               |
| 4     | Israel           |                 | 1                |                   | 1  | 2               |
| 4     | Rússia           |                 | 1                |                   | 1  | 2               |
| 4     | Ucrânia          |                 | 1                |                   | 1  | 2               |
| 8     | Canadá           |                 |                  | 1                 | 1  | 2               |
| 8     | China            |                 |                  | 1                 | 1  | 2               |
| 8     | Lituânia         |                 |                  | 1                 | 1  | 2               |
| 8     | República Tcheca |                 |                  | 1                 | 1  | 2               |
| TOTAL | TOTAL            | 4               | 4                | 4                 | 12 | —               |